# Sony Dynamic Digital Sound
Pour les articles homonymes, voir Dynamic.
Sony Dynamic Digital Sound (abrégé SDDS) est un système de Formats multicanal mis au point par la société Sony. Le son est enregistré (sous forme numérique) sur les deux bords extérieurs de la copie 35 mm du film. Le système prend en charge jusqu’à 8 canaux sonores indépendants : 5 canaux avant, 2 canaux surround et un canal LFE. Le SDDS est downmixable (sous-mixé) et réductible en 5.1.

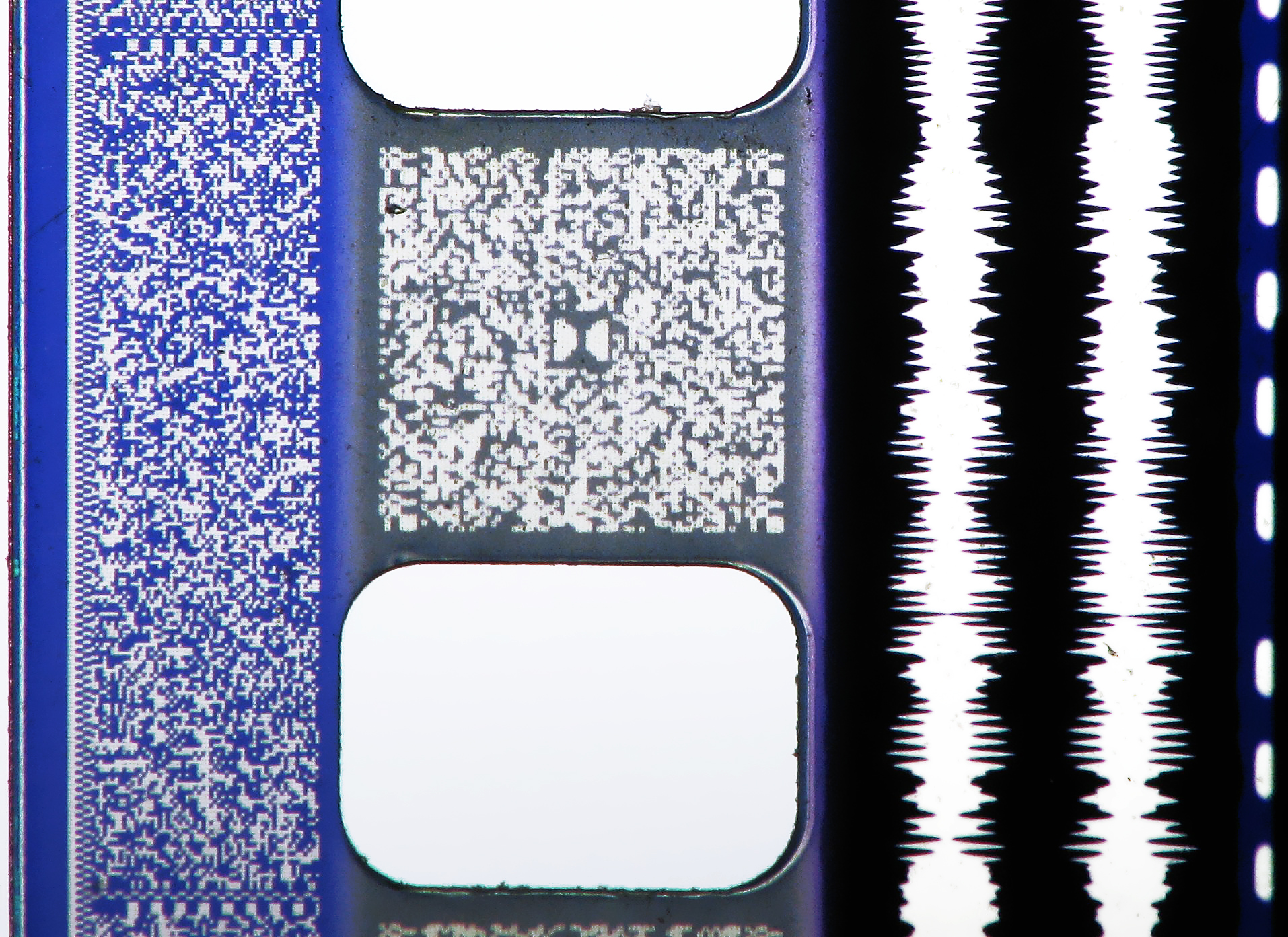
La photo d'une copie 35 mm du film montrant les quatre formats audio - de gauche à droite : SDDS (zone bleue à gauche des perforations), Dolby Digital (zone grise entre les perforations étiquetée avec le logo Dolby au milieu), son optique analogique (les deux lignes blanches à droite des perforations), et le code temporel DTS (la ligne pointillée à l'extrême droite).

Sony cesse, à la fin des années 2000[Quand ?], la fabrication des encodeurs et décodeurs SDDS, même si elle continuera d'assumer le service après vente.

## Historique
Bien qu'initialement prévu pour la première de Hook en 1991, le projet SDDS a été retardé et a été utilisé commercialement la première fois le 17 juin 1993, avec Last Action Hero. Depuis lors, plus de 2 000 films ont été mixés au format Sony Dynamic Digital Sound et, dès 1999, plus de 6 750 cinémas étaient équipés de SDDS.
Le nom de code du projet SDDS était " Green Lantern ", tiré du nom du héros de la bande dessinée et de l'ancien terme de " lanterne magique " utilisé pour décrire les images projetées originales à la fin du XIXe siècle. Le vert est venu à l'esprit parce que la clé pour imprimer les bits de données de 8 micromètres était d'utiliser un laser vert.
Les premiers efforts de développement ont été menés pour le département sonore Columbia Pictures de Sony sous contrat avec Semetex Corp. de Torrance, Californie, États-Unis. Chez Semetex, l'architecte en chef de SDDS était Jaye Waas et l'ingénieur en chef optique était Mark Waring.
La conception du prototype Semetex avait en fait les huit canaux de données non compressées placés dans trois emplacements : des données bordant les deux côtés de la piste sonore analogique et des pistes de données supplémentaires bordant le bord opposé de l'image. Ces emplacements ont été choisis pour garantir que les données n'étaient pas placées dans la zone de perforation du film pour empêcher l'usure et les dégradations connues qui se produisent dans cette zone (en raison des pignons mécaniques du film) de dégrader les données. Des pistes de cadencement et de guidage ont été placées de chaque côté du film à proximité des pignons. La caméra sonore prototype imprimait l'audio numérique et l'audio analogique « à grande vitesse ». Un lecteur numérique compagnon a été conçu pour former un système complet. Après que Sony a reçu le prototype, ils ont agrandi la taille des bits de données dont la taille originale était de 8 microns (micromètres) et ont déplacé les emplacements de données ; les huit canaux audio numériques sont maintenant enregistrés (et récupérés à partir) des bords du film. Au fur et à mesure que les ingénieurs de Sony s'impliquaient plus activement dans le projet, la conception du format SDDS a évolué vers une implémentation plus robuste, y compris l'utilisation de la compression de données ATRAC 5:1, de détection et correction d'erreur étendues, et d'une redondance des données. La redondance permet de récupérer des données pratiquement intactes même en présence d'une épissure de film (courant pour réparer un film endommagé). La taille des bits de données sur le film a été agrandie de 8 à 24 micromètres carrés, et le système laser vert de Semetex pour la caméra sonore a été remplacé par des assemblages LED / fibre optique plus simples qui limitaient la résolution à 24 micromètres. L'utilisation de la compression de données permettait à des bits de données de 24 micromètres carrés de s'intégrer dans les zones nouvellement allouées.
Le développement de la SDDS chez Semetex n'a pris que 11 mois entre le concept et la caméra sonore opérationnelle.
Au moment du déploiement, étant donné que Sony possédait également la chaîne de cinémas Sony Theaters (vendue plus tard à Loews Theaters), elle a pu utiliser SDDS dans ses propres cinémas. Et grâce à sa branche très réussie Columbia / Tristar Studios, la compagnie a pu utiliser SDDS comme bande-son numérique exclusive sur ses titres. De plus, au tout début de « l'explosion mégaplexes », Sony a conclu un accord avec AMC Theaters en 1994 pour inclure la SDDS dans tous ses nouveaux auditoriums. Cela a donné à SDDS un coup de pouce indispensable. Plus que probablement, le format aurait recueilli beaucoup moins de pénétration si Sony n'avait pas contrôlé à la fois une chaîne de cinéma et un studio de cinéma.
SDDS était toujours le moins populaire des trois formats sonores numériques concurrents, les deux autres étant le Dolby Digital SRD et le DTS. En plus d'être le plus cher à installer (et le dernier à arriver), il y avait des problèmes de fiabilité majeurs avec SDDS en raison du changement du placement de la piste sonore du prototype aux bords où le film est sujet à des dommages. Les pistes SDDS sont sujettes à des dommages, tout comme certains autres formats numériques. Avec tous les formats sonores numériques: toute défaillance de la piste numérique peut entraîner un « abandon » du format numérique et éventuellement un passage au son analogique. De plus, un abandon entraînant un passage à l'analogique peut produire une légère perte de fidélité en haut et bas de gamme, similaire à un « saut de CD  », bien qu'il soit plus difficile à détecter dans un auditorium correctement calibré.
La capacité de lecture de huit pistes tant vantée de SDDS n'a jamais vraiment été prise en compte, car elle nécessitait la création d'un mixage sonore distinct à huit canaux en plus du mixage à six canaux nécessaire pour le SRD et le DTS, une dépense supplémentaire pour les studios. Sur plus de 1 400 films mixés en SDDS, seuls 97 d'entre eux à ce jour ont été mixés pour prendre en charge les 8 chaînes complètes, la plupart étant des sorties Sony (via Sony Pictures / Columbia / Tristar). En raison des frais d'installation supplémentaires, la majorité des installations SDDS sont des installations à 6 canaux (5.1), par opposition à des installations à 8 canaux (7.1).
Alors que la plupart des grands studios ont finalement commencé à mettre des pistes SDDS sur leurs sorties (Universal supportait exclusivement DTS jusqu'à la fin de 1997, WB et Disney supportaient exclusivement Dolby jusqu'en 1994–1995, Paramount et Fox ont placé des pistes SDDS sur leurs plus grandes versions jusqu'en 2001–2002), la plupart les films indépendants ne sont livrés qu'avec des pistes Dolby Digital, laissant de nombreux cinémas équipés de SDDS ou DTS jouant un son analogique dans des auditoriums à la pointe de la technologie. Alors que Dolby Digital (et dans une moindre mesure, DTS) commençait à devenir le vainqueur incontestable de la bataille du son numérique, Sony Cinema Products a cessé de fabriquer des encodeurs et décodeurs SDDS, bien qu'il continuera à prendre en charge les équipements qui sont encore déployés.
Jusqu'à ce que la conversion à la projection numérique commence à rendre les films 35 mm moins rentables, la majorité des impressions de sortie des principaux films de studio ont été créées avec les trois pistes numériques - Dolby Digital, DTS et SDDS de Sony (chaque piste numérique utilise une géographie de film différente, donc les trois, ainsi que les pistes analogiques, peuvent coexister sur une seule impression).
Sur les trois formats concurrents, le SDDS était le seul à ne pas avoir de version home-cinéma correspondante, et Sony a cessé la production de nouvelles unités au début des années 2000.
Le dernier film à utiliser le SDDS est Spider-Man 3 (format 7.1) sorti le 4 mai 2007, L’abandon de la pellicule ayant causé la dépréciation naturelle du format. Désormais, si un programme affiche une bande-son en « SDDS », c’est une erreur. Certains programmes affichent ce nom quand il s’agit de DTS, pour d’obscures raisons.

## Technique

Disposition SDDS avec 5 canaux avant, 2 canaux surround et un canal LFE, ou « 5/2.1 ».

Voir (en) Sony Dynamic Digital Sound